# Dolly de Ficquelmont
Pour les autres membres de la famille, voir Famille de Ficquelmont.
Pour les autres membres de la famille, voir Tiesenhausen.
La comtesse Dolly de Ficquelmont (14 octobre 1804, Saint-Pétersbourg, (Empire russe) - 10 avril 1863, Venise, (Empire d’Autriche), née comtesse Dorothea  (Daria Fiodorovna en  russe : Фикельмон, Дарья Фёдоровна)  von Tiesenhausen, est une aristocrate et salonnière russe, qui tint un journal publié en 1950. D'origine germano-balte et petite-fille du maréchal prince Koutouzov qui se distingua dans les guerres napoléoniennes, elle devint membre de la noblesse autrichienne par son mariage avec le  comte Karl Ludwig von Ficquelmont.

## Biographie

### Famille
Le père de la comtesse Dolly von Tiesenhausen est le comte Ferdinand von Tiesenhausen. Descendant de l'une des plus illustres familles de la noblesse germano-balte installée en Livonie à la suite des chevaliers teutoniques au XIIIe siècle, le comte Ferdinand est le fils du comte Hans Heinrich von Tiesenhausen (1741-1815), grand propriétaire terrien et de son épouse la comtesse Catherine von Stackelberg (1753-1826). Ferdinand fut l'aide-de-camp d'Alexandre Ier et mourut à la bataille d'Austerlitz.
La mère de la comtesse Dolly von Tiesenhausen est la princesse Élisabeth Mikhailovna Koutouzova, fille du maréchal Mikhaïl Koutouzov, héros russe des guerres napoléoniennes. C'est sous son commandement que le comte Ferdinand, époux d'Elisa, a combattu et perdu la vie à Austerlitz. La princesse se remarie en 1811 avec le général comte Nicolas Khitrovo. Ce dernier est nommé chargé d'affaires russe à Florence, auprès du Grand-Duc de Toscane.
Elle passe son enfance entre le palais Koutouzov de Saint-Pétersbourg et les domaines familiaux des Tiesenhausen en Livonie et en Estonie. À la suite du remariage de sa mère avec le comte Nicolas Khitrovo, chargé d'affaires russe auprès du Grand-Duc de Toscane, la jeune comtesse réside au palais qu'occupe la délégation russe à Florence.

### Mariage
Elle épouse le 3 juin 1821 le comte Charles-Louis de Ficquelmont qui est nommé peu après son mariage ministre plénipotentiaire d'Autriche à Naples. C'est une période brillante pour la comtesse dont la beauté devient légendaire au point que court dans la haute société le jeu de mots : « Vedi Napoli, la Ficquelmont e poi muori ! » (« Voir Naples, la Ficquelmont, et mourir ! »). Ils auront une fille unique, Elisabeth-Alexandrine de Ficquelmont (1825-1878) qui épousa en 1841 le prince Edmund von Clary und Aldringen et fut la dernière représentante de sa branche.
En 1829, son époux est nommé ambassadeur d'Autriche à Saint-Pétersbourg. Le couple habite à partir de 1831 dans le palais Saltykov, qui a été louée par le gouvernement autrichien à la famille Salkytov, victime de revers de fortune.
La comtesse Dolly, qui s'intéresse à la littérature, aux questions philosophico-religieuses et à la politique y tient un salon de grande renommée. Ses familiers se nomment Tourgueniev, Piotr Viazemski, Ivan Kozlov ou encore Pouchkine  qui fréquente aussi le salon qui sera décrit par le prince Wiazemsky comme étant « un lieu de sagesse et d'esprit ».
Sa mère, la princesse Élisabeth Khitrovo, habite un appartement particulier du palais et y tient également salon de sorte que le palais Saltykov devient l'un des lieux les plus courus du grand monde pétersbourgeois « [Le Palais Saltykov] était le cadre des deux salons les plus fameux des années 1830, que dominait la figure de la comtesse de Ficquelmont (petite-fille du prince Koutouzov).
En 1838, le comte de Ficquelmont est rappelé à Vienne pour suppléer au prince Metternich en tant que ministre des Affaires étrangères. La comtesse quitte la Russie accompagnée de sa mère et de sa fille.
Le 20 mars 1848, au cœur de la révolution autrichienne de 1848, son mari est nommé ministre des affaires étrangères dans le gouvernement de François Kolowrat, 
Le 19 avril 1848 il devient ministre-président du gouvernement autrichien, mais un mois plus tard au renversement Metternich il est contraint de donner sa démission.
La comtesse, en séjour pendant les troubles révolutionnaires chez sa fille dans palais Clary de Venise est arrêtée deux fois par la garde civile vénitienne et doit quitter la ville avec sa fille et son gendre. La famille retournera au  palais Clary après la fin des troubles, le comte de Ficquelmont y décède en 1857.
Après la mort de son époux, la comtesse poursuit sa correspondance et la classe afin d'en préparer une édition future. Celle-ci traite essentiellement de questions philosophiques et politiques. Elle tient aussi un Journal en français, qui sera publié dans les années 1950 en traductions italienne et russe. Les deux cahiers de la période pétersbourgeoise seront annotés et étudiés par l'historien Antony Florovski (1884-1968).
Elle meurt à Venise le 10 avril 1863 au palais Clary et est enterrée dans l'église familiale des Clary und Aldringen à Dubi, près de Teplitz.

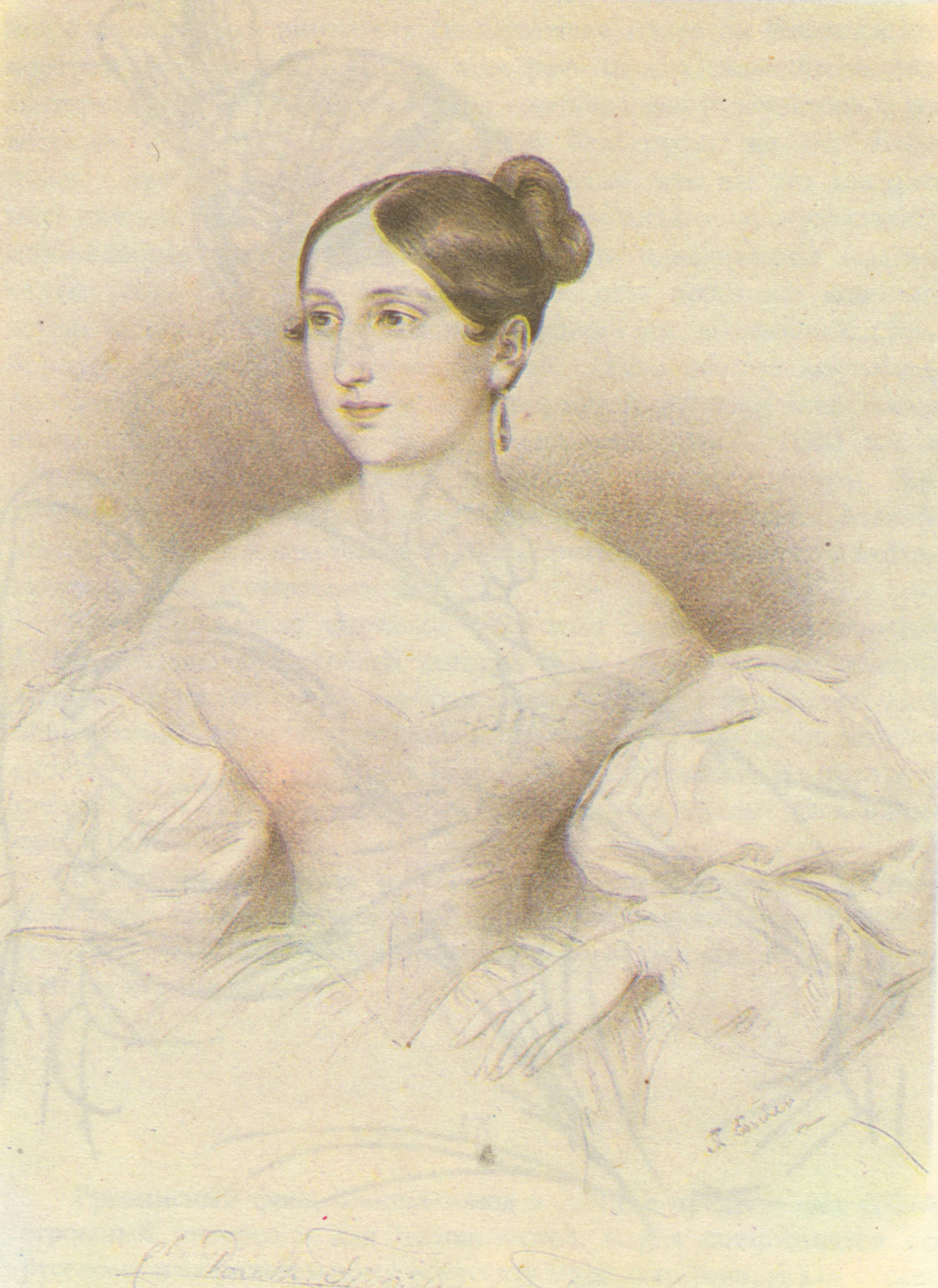
Portrait de jeunesse de Dolly von Tiesenhausen
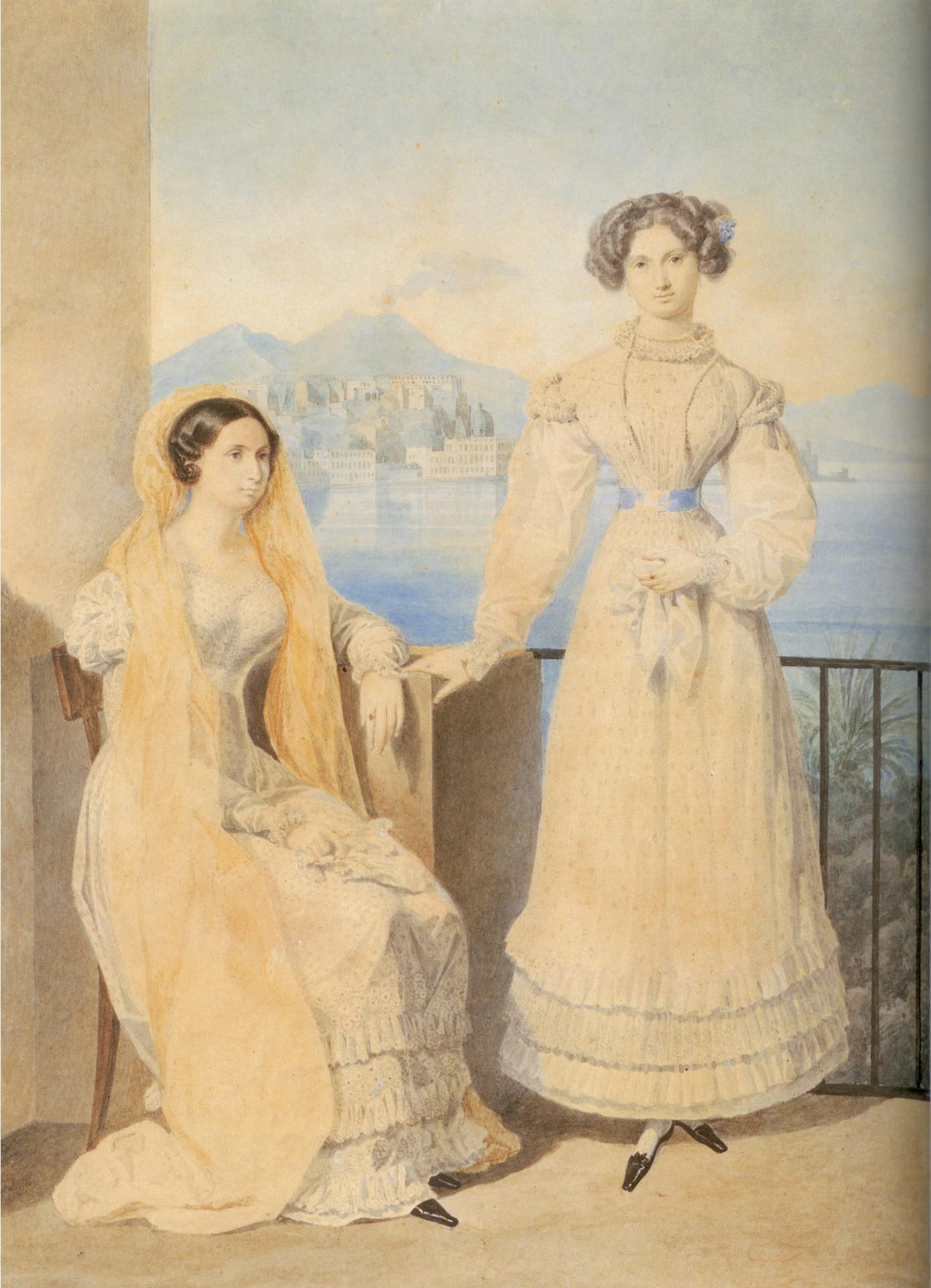
Dolly von Tiesenhausen et sa sœur Catherine par Karl Brioullov
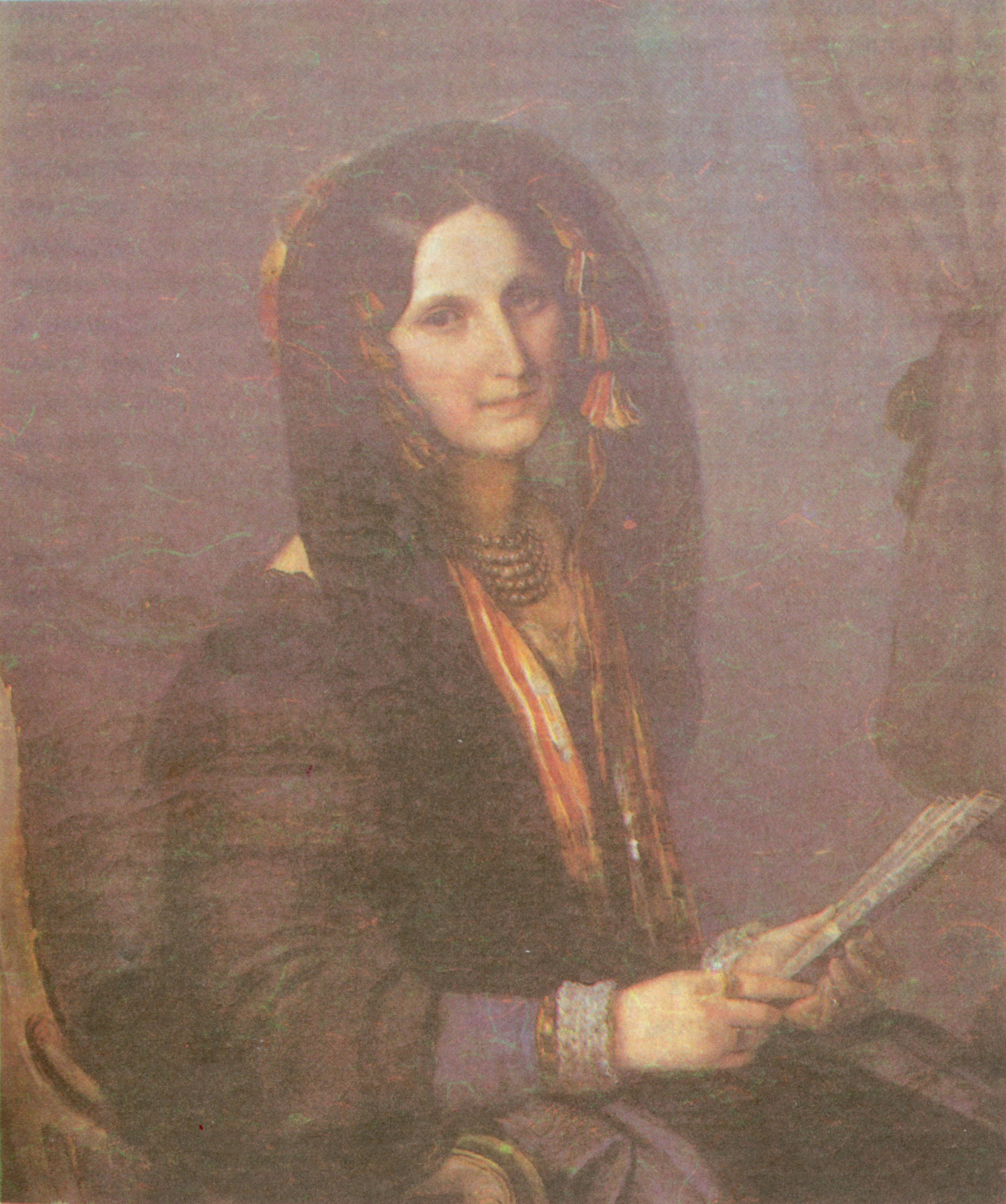
La comtesse Dolly de Ficquelmont par Skyvoni
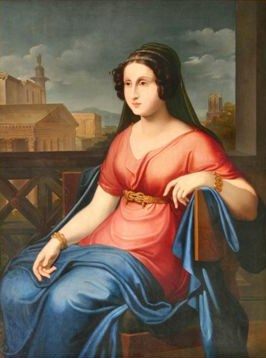
La comtesse Dolly de Ficquelmont par Filippo Agricola
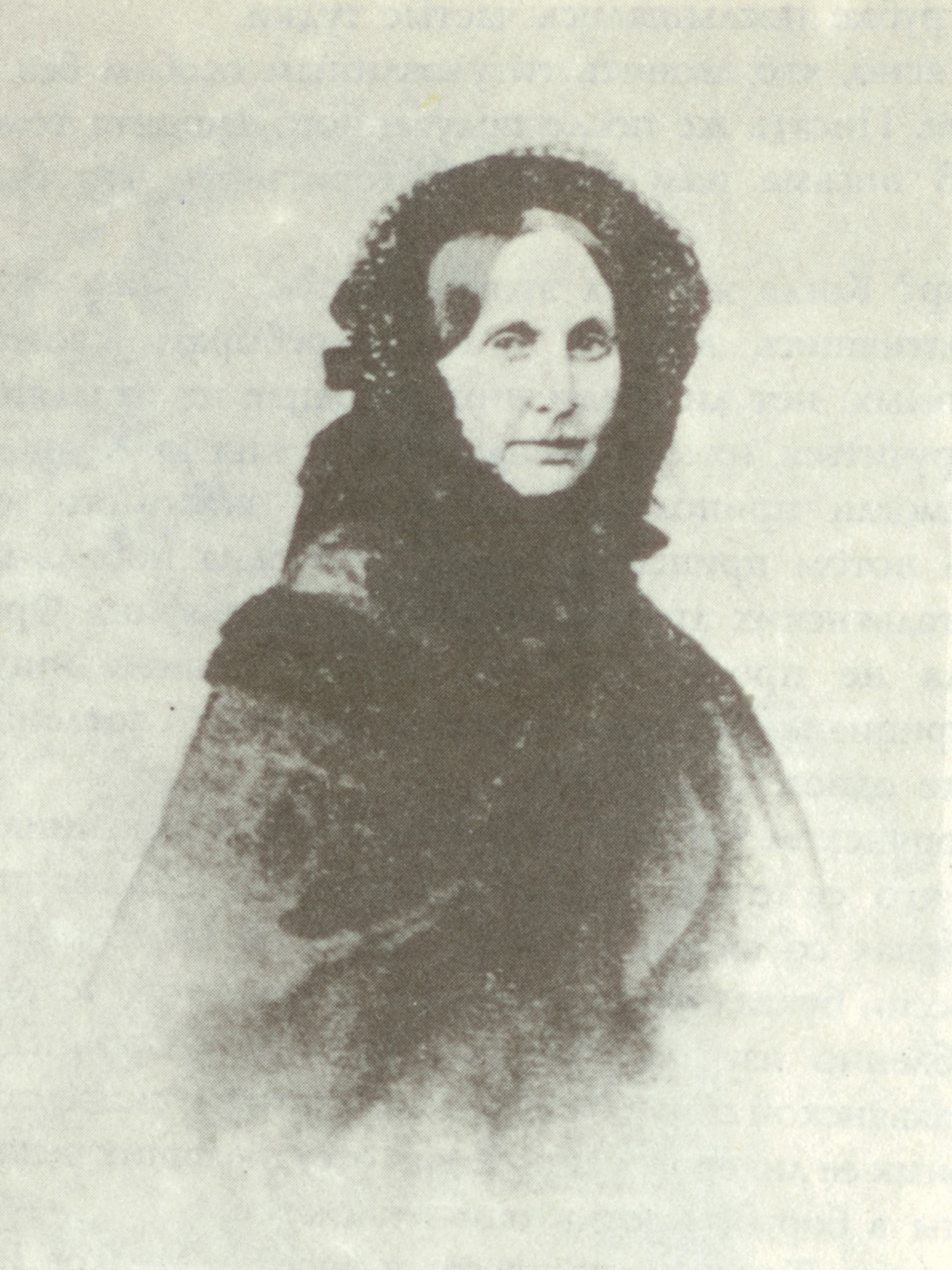
La comtesse Dolly de Ficquelmont en 1853